# شق طولي (خياطة)
الشَقّ الطوليّ هو شق عمودي يرتفع من الحاشية السفلية لسترة أو تنورة، يسمح بتسهيل الحركة.